# Landesuntersuchungsamt Rheinland-Pfalz
Das Landesuntersuchungsamt Rheinland-Pfalz (LUA) ist als obere Landesbehörde ein staatlicher Dienstleister im Verbraucherschutz und im Gesundheitsschutz für Mensch und Tier. Die Fachbehörde nimmt im Land Rheinland-Pfalz Aufgaben in der Lebensmittelüberwachung, der Tierseuchenbekämpfung und der Infektionsprävention beim Menschen wahr.
Das Landesuntersuchungsamt wurde am 1. Januar 2000 im Zuge der Strukturreform der rheinland-pfälzischen Verwaltung gegründet. Es hat Standorte in Koblenz, Landau in der Pfalz, Mainz, Speyer und Trier.

## Aufgaben
- Untersuchung und Beurteilung von Lebensmitteln, Bedarfsgegenständen, Wein, Trinkwasser, Badewasser, Arzneimitteln, Kosmetik
- Diagnostik und Bekämpfung von meldepflichtigen Tierkrankheiten und anzeigepflichtigen Tierseuchen; Gesunderhaltung der rheinland-pfälzischen Tierbestände
- Fachaufsicht über die Vollzugsbehörden (Kreisverwaltungen, kreisfreie Städte) in den Bereichen Lebensmittelüberwachung, Veterinärwesen und gesundheitlicher Umweltschutz
- Diagnostik und Prävention von Infektionskrankheiten beim Menschen
- Ausbildung von Pharmazeutisch-technischen Assistenten (PTA) und Medizinisch-technischen Assistenten (MTA) an drei staatlichen Schulen in Koblenz und Trier